# Роузбад (Монтана)
Роузбад (англ. Rosebud) — переписна місцевість (CDP) в США, в окрузі Роузбад штату Монтана. Населення — 67 осіб (2020).

## Географія
Роузбад розташований за координатами 46°16′11″ пн. ш. 106°27′15″ зх. д. / 46.26972° пн. ш. 106.45417° зх. д. (46.269794, -106.454071).  За даними Бюро перепису населення США в 2010 році переписна місцевість мала площу 2,00 км², з яких 1,98 км² — суходіл та 0,02 км² — водойми.

## Демографія
Згідно з переписом 2010 року, у переписній місцевості мешкало 111 особа в 44 домогосподарствах у складі 27 родин. Густота населення становила 55 осіб/км².  Було 51 помешкання (25/км²).
Расовий склад населення:
| - 99,1 % — білих - 0,9 % — корінних американців |

До двох чи більше рас належало 0,0 %. Частка іспаномовних становила 0,0 % від усіх жителів.
За віковим діапазоном населення розподілялося таким чином: 23,4 % — особи молодші 18 років, 58,6 % — особи у віці 18—64 років, 18,0 % — особи у віці 65 років та старші. Медіана віку мешканця становила 42,3 року. На 100 осіб жіночої статі у переписній місцевості припадало 91,4 чоловіків;  на 100 жінок у віці від 18 років та старших — 84,8 чоловіків також старших 18 років.
За межею бідності перебувало 7,6 % осіб, у тому числі 0,0 % дітей у віці до 18 років та 15,4 % осіб у віці 65 років та старших.
Цивільне працевлаштоване населення становило 46 осіб. Основні галузі зайнятості: будівництво — 34,8 %, освіта, охорона здоров'я та соціальна допомога — 23,9 %, сільське господарство, лісництво, риболовля — 15,2 %, транспорт — 13,0 %.